# تشاتان
تشاتان هي بلدية في اليابان، وبلدة في اليابان، تقع في مقاطعة ناكاغامي، بلغ عدد سكانها 28,486 نسمة وذلك حسب إحصائيات سنة 2018، تبلغ مساحتها 13.93 كيلومتر مربع.

## الموقع
تشترك في الحدود مع:
- كادنا  [لغات أخرى]‏
- كيتاناكاغوسوكو  [لغات أخرى]‏
- غينوان، أوكيناوا
- مدينة أوكيناوا.